# Victor Sánchez Espinosa
Victor Sánchez Espinosa (Tlancualpicán, 21 maggio 1950) è un arcivescovo cattolico messicano, dal 5 febbraio 2009 arcivescovo metropolita di Puebla de los Ángeles.

## Biografia
È nato il 21 maggio 1950 a Tlancualpicán.

### Formazione e ministero sacerdotale
Nel 1963 è entrato nel seminario minore e poi nel Seminario Maggiore Palafoxiano, dove ha studiato filosofia e teologia. È stato ordinato presbitero il 6 giugno 1976 dall'arcivescovo Ernesto Corripio y Ahumada.
Dopo aver esercitato per alcuni mesi il ministero sacerdotale a Puebla, nel 1977 è stato inviato a Roma per specializzarsi in liturgia sacra presso il Pontificio Istituto Liturgico. Ritornato a Puebla nel 1979 ha ricoperto il ruolo di docente, direttore spirituale e coordinatore della direzione spirituale presso il Seminario Maggiore Palafoxiano.
Nel 1980, insieme ad altri liturgisti, ha partecipato alla fondazione della Società Messicana dei Liturgisti (SOMELIT), di cui è stato segretario per 25 anni.

### Ministero episcopale
Il 2 marzo 2004 papa Giovanni Paolo II lo ha nominato vescovo ausiliare di Città del Messico, assegnandogli contestualmente la sede titolare di Ambia. Ha ricevuto l'ordinazione episcopale il 26 marzo successivo dal cardinale Norberto Rivera Carrera, arcivescovo metropolita di Città del Messico, co-consacranti Rosendo Huesca Pacheco, arcivescovo metropolita di Puebla de los Ángeles, e Giuseppe Bertello, nunzio apostolico in Messico.
Il 19 settembre 2005 e il 31 maggio 2014 è stato ricevuto in udienza papale insieme agli altri vescovi messicani durante la visita ad limina. 
Nel Consiglio episcopale latinoamericano ha ricoperto l'incarico di segretario generale dal 2007 al 2009 ed in tale ruolo è stato ricevuto in udienza papale il 9 novembre 2007 e l'8 maggio 2008.
Il 2 aprile 2009 papa Benedetto XVI lo ha promosso arcivescovo metropolita di Puebla de los Ángeles, succedendo a Rosendo Huesca Pacheco, ritiratosi per raggiunti limiti d'età. Il 29 giugno successivo ha ricevuto il pallio dalle mani del Santo Padre durante la celebrazione in Vaticano.
Nel novembre 2016 il Primera Plana Club gli ha assegnato il premio Ricardo Flores Magón per il suo contributo alla tolleranza religiosa. Nel maggio 2017 il Centro di Pastorale Liturgica di Barcellona lo ha premiato per il suo contributo all'attuazione della riforma della Pastorale Liturgica nei paesi dell'America Latina presentando il Memoriale di Pere Tena.

## Genealogia episcopale e successione apostolica
La genealogia episcopale è:
- Cardinale Scipione Rebiba
- Cardinale Giulio Antonio Santori
- Cardinale Girolamo Bernerio, O.P.
- Arcivescovo Galeazzo Sanvitale
- Cardinale Ludovico Ludovisi
- Cardinale Luigi Caetani
- Cardinale Ulderico Carpegna
- Cardinale Paluzzo Paluzzi Altieri degli Albertoni
- Papa Benedetto XIII
- Papa Benedetto XIV
- Papa Clemente XIII
- Cardinale Marcantonio Colonna
- Cardinale Giacinto Sigismondo Gerdil, B.
- Cardinale Giulio Maria della Somaglia
- Cardinale Carlo Odescalchi, S.I.
- Vescovo Joaquín Fernández de Madrid y Canal
- Arcivescovo Clemente de Jesús Munguía y Núñez
- Arcivescovo Pelagio Antonio de Labastida y Dávalos
- Arcivescovo Eulogio Gregorio Clemente Gillow y Zavalza
- Arcivescovo José Othón Núñez y Zárate
- Arcivescovo José María González Valencia
- Arcivescovo Antonio López Aviña
- Cardinale Norberto Rivera Carrera
- Arcivescovo Victor Sánchez Espinosa

La successione apostolica è:
- Vescovo Dagoberto Sosa Arriaga (2011)
- Vescovo Eugenio Andrés Lira Rugarcía (2011)
- Vescovo Tomás López Durán (2014)
- Vescovo Rutilo Felipe Pozos Lorenzini (2014)
- Vescovo Miguel Ángel Castro Muñoz (2021)
- Vescovo Francisco Javier Martínez Castillo (2024)